# Американці Ліхтенштейну
Американці Ліхтенштейну (нім. Liechtensteineramerikaner) — американці ліхтенштейнського походження.

## Історія
Перші емігранти з Ліхтенштейну, про яких ми фіксуємо, емігрували до Сполучених Штатів на початку 1830-х років. Однак перша велика хвиля емігрантів з Ліхтенштейну прибула до Сполучених Штатів 7 квітня 1851 року, оселившись у Новому Орлеані ; а в 1852 році інша група емігрувала до Даб'юка, штат Айова (включаючи каменярів, мулярів і теслів). Згодом багато емігрантів з Ліхтенштейну до Дюбюка покинули це місто й завели ферми поблизу. Однак еміграція ліхтенштейнців помітно скоротилася під час Громадянської війни в США (1861-1865). Пізніше, коли будівництво залізниць почало «зв’язувати країну разом і відкривати Захід», інші жителі Ліхтенштейну емігрували до Сполучених Штатів, щоб працювати на будівництві залізниць.
Протягом наступних десятиліть багато інших жителів Ліхтенштейну емігрували до таких місць, як Гуттенберг, Айова та Вабаш, Індіана . Проте між 1885 і 1907 роками еміграція ліхтенштейнців помітно скоротилася, обмежуючись лише кількома особами та сім’ями. Менше 30 жителів Ліхтенштейну емігрували в цей період до Сполучених Штатів. Зменшення міграції було пов'язано зі значним зростанням економічної активності, що виникло внаслідок створення перших текстильних фабрик у 1880-х роках.
Перша світова війна спричинила в Ліхтенштейні економічну кризу (яка виникла, серед іншого, через припинення союзників Антанти «імпорту сировини» в країну та «масових спекуляцій національного банку»), тому еміграція Ліхтенштейну до Сполучені Штати були знову захоплені. Більшість нових емігрантів з Ліхтенштейну оселилися в міських районах, особливо в Чикаго та Хаммонді, штат Індіана, але ліхтенштейнці були по всій країні.
Після Другої світової війни ще кілька жителів Ліхтенштейну емігрували до Сполучених Штатів, найбільша їх кількість прибула в 1948 році, коли до цієї країни прибуло п’ятнадцять осіб або сімей. Зменшення еміграції Ліхтенштейну було пов'язано з поліпшенням економічних умов Ліхтенштейну. 

## Помітні люди
- Джон Латенсер старший[en]